# 히나치촌
히나치촌(比奈知村)은 일본 미에현 나가군에 설치되었던 촌이다. 현재의 나바리시 중심부의 동방 일대에 해당한다.